# 人工智能应用
人工智能應用是指利用模擬人類智能的計算技術，執行通常需要人類思考的任務。與傳統電腦不同，人工智能能通過學習適應不同場景，並作出智能反應。 人工智能已廣泛應用於工業、科學研究等領域，例如通過優化生產線提升工業效率、加速蛋白質結構分析推進科學發現、以及在自動駕駛中處理複雜路況。 人工智能在不同領域的應用顯著提升人類的工作效率，實現人力難以企及的精準與速度，並能夠促進不同領域的技術融合與創新。

## Agriculture 农业
在農業領域，人工智能（AI）被提出作為農民識別需要灌溉、施肥或病蟲害處理區域的方法，以提高產量，從而提升效率。 AI已被用於嘗試分類畜牧豬的叫聲情感， 自動化溫室管理， 檢測疾病和害蟲， 以及優化灌溉。

## Architecture & Design 建筑与设计
在建築領域，人工智能（AI）為建築師提供了超越人類理解的創作方式。AI應用機器學習文本到渲染技術（如DALL-E和穩定擴散），賦予複雜視覺化的能力。
AI使設計師能夠展現創意，甚至在設計過程中發明新想法。未來，AI不會取代建築師，而是將提高草圖轉化為設計的速度。

## Business 商业

### 內容提取
光學字符閱讀器用於提取商業文件（如發票和收據）中的數據。它還可用於商業合同文件，例如勞動協議，提取關鍵數據，如勞動條件、交付條款、終止條款等。

## Computer Science 计算機科学

### 編程輔助

#### AI驅動的代碼輔助工具
AI可用於實時代碼補全、聊天交互和自動化測試生成。這些工具通常作為插件集成到編輯器和IDE中。它們在功能、質量、速度和隱私處理方式上有所不同。 代碼建議可能不正確，軟件開發者在接受前應仔細審查。
GitHub Copilot是由GitHub和OpenAI開發的人工智能模型，能在多種編程語言中自動補全代碼。 個人定價：每月10美元或每年100美元，包含一個月免費試用。
Tabnine由Jacob Jackson創建，最初由Tabnine公司擁有，2019年底被Codota收購。 Tabnine工具作為插件適用於大多數主流IDE，提供多種定價選項，包括免費的有限「入門」版本。
CodiumAI由位於特拉維夫的初創公司CodiumAI開發，提供自動化測試生成，目前支持Python、JavaScript和TypeScript。
Ghostwriter由Replit提供，支持代碼補全和聊天功能。 提供多種定價計劃，包括免費版本和每月7美元的「Hacker」計劃。
CodeWhisperer由亞馬遜開發，收集用戶的個人內容，包括IDE中打開的文件。它們聲稱在傳輸和存儲時注重安全性。 個人計劃免費，專業計劃為每用戶每月19美元。
其他工具：SourceGraph Cody、CodeComplete、FauxPilot、Tabby

#### 神經網絡設計
AI可用於創建其他AI。例如，2017年11月左右，谷歌的AutoML項目通過進化新的神經網絡拓撲結構，創建了NASNet，該系統針對ImageNet和POCO F1進行了優化。NASNet的性能超越了所有先前發布的ImageNet性能。

#### 量子計算
機器學習已被用於量子技術中的降噪， 包括量子傳感器。 此外，量子計算機與機器學習算法的結合有大量研究和開發。例如，存在一種原型光子記憶器件，能夠通過測量和經典反饋方案在單光子狀態下產生記憶動態，用於神經形態（量子）計算機/人工神經網絡，以及使用量子材料的各種潛在神經形態計算相關應用。 量子機器學習是一個發展中的領域，擁有各種應用。AI可用於量子模擬器，可能應用於解決物理學和化學問題， 以及用於量子退火器，以訓練用於AI應用的神經網絡。 在化學領域（如藥物發現）和材料科學（如材料優化/發現，與量子材料製造相關）也可能具有一定應用價值。

### 歷史貢獻
人工智能研究人員創建了許多工具來解決計算機科學中最困難的問題。他們的許多發明已被主流計算機科學採用，不再被視為人工智能。以下均最初在人工智能實驗室中開發：
- 分時系統
- 交互式解釋器
- 圖形用戶界面和計算機鼠標
- 快速應用開發環境
- 鏈表數據結構
- 自動存儲管理
- 符號編程
- 函數式編程
- 動態編程
- 面向對象編程
- 光學字符識別
- 約束滿足

## Customer Service 客户服务

### 人力資源
人工智能的另一應用是在人力資源領域。AI可以篩選簡歷並根據資格對候選人進行排名，預測候選人在特定角色中的成功可能性，並通過聊天機器人自動化重複性溝通任務。

### 求職
人工智能簡化了招聘者和求職者的招聘/求職流程。據Indeed的Raj Mukherjee表示，65%的求職者在入職後91天內再次搜索工作。人工智能驅動的引擎通過評估工作技能、薪資和用戶傾向等信息，匹配求職者與最相關的職位，簡化求職的複雜性。機器智能使用自然語言處理（NLP）從文本中提取相關詞語和短語，計算適當的薪資，並為招聘者突出簡歷信息。另一應用是人工智能簡歷生成器，可在5分鐘內編制一份簡歷。 聊天機器人協助網站訪客並優化工作流程。

### 在線與電話客戶服務

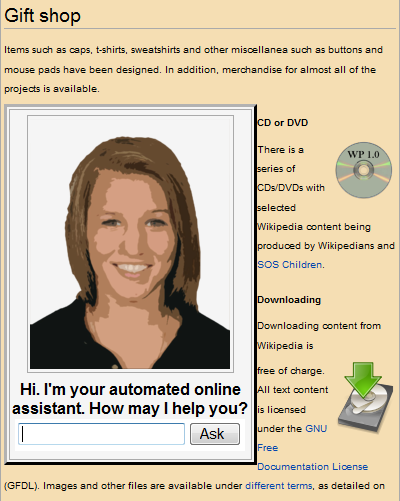
一個在網頁上提供客戶服務的自動化在線助手

人工智能支持網頁上的自動化在線助手。 它可以降低運營和培訓成本。 Pypestream為其移動應用程序自動化客戶服務，以簡化與客戶的溝通。
谷歌的一款應用程序分析語言並將語音轉換為文本。該平台可以通過客戶的語言識別憤怒的客戶並適當回應。 亞馬遜使用聊天機器人提供客戶服務，可執行檢查訂單狀態、取消訂單、提供退款以及將客戶與人工代表聯繫等任務。 生成式人工智能（GenAI），如ChatGPT，越來越多地用於商業，以自動化任務並增強決策。

### 酒店業
在酒店業中，人工智能用於減少重複性任務、分析趨勢、與客人互動以及預測客戶需求。 AI酒店服務以聊天機器人、應用程序、虛擬語音助手或服務機器人的形式提供。

## Computer Vision 計算機視覺
計算機視覺（Computer Vision，縮寫為 CV）是一門研究如何使計算機從圖像或視頻中提取、處理和理解信息的學科，旨在模擬人類視覺系統的環境感知能力。其核心任務包括圖像形成、圖像處理、特徵提取、物體檢測、人臉識別、三維重建以及場景理解。計算機視覺廣泛應用於人工智能技術，結合機器學習、深度學習（特別是卷積神經網絡）和模式識別，在多個領域展現出顯著潛力。
計算機視覺在特定任務上已取得突破性進展，例如圖像分類、物體檢測和人臉識別，得益於深度學習的發展，特別是卷積神經網絡（CNN）和生成對抗網絡（GAN）的應用。機器在某些場景（如醫療影像診斷或圖像分割）已達到或超越人類表現。然而，計算機視覺仍面臨挑戰，如在複雜、動態或非結構化環境中實現泛化能力，距離達到人類視覺的全場景理解仍有差距。

### 自動駕駛
計算機視覺是自動駕駛技術的核心組成部分，用於環境感知和決策支持。通過攝影機和雷射雷達收集的視覺數據，計算機視覺算法能夠執行物體檢測（如行人、車輛和交通標誌）、車道線檢測、距離估計和路徑規劃。例如，Tesla 的 Autopilot 系統利用深度學習模型處理實時視頻流，以識別道路障礙物並執行自主導航。 此外，計算機視覺還支持交通流量分析，提高道路安全性和效率。然而，惡劣天氣（如大霧或暴雨）和複雜城市環境仍對算法的穩健性提出挑戰。

### 醫療影像
計算機視覺在醫療影像分析中發揮重要作用，輔助醫生進行疾病診斷和治療規劃。算法可處理X射線、CT掃描、磁共振成像（MRI）和超聲波等影像數據，執行圖像分割、病灶檢測和異常分類。例如，基於深度學習的模型能識別乳腺癌的早期徵兆或檢測肺結節，提高診斷準確性。 此外，計算機視覺支持手術導航，通過實時影像分析協助機器人手術，如達文西手術系統。儘管如此，醫療影像的異質性和數據隱私問題仍是當前挑戰。

### 安全與監控
計算機視覺在安防監控領域廣泛應用，用於提高公共安全和犯罪預防。人臉識別技術可識別監控視頻中的個體身份，廣泛用於機場、車站等公共場所。例如，中國的監控系統利用計算機視覺進行實時人臉匹配和行為分析。 此外，計算機視覺支持異常行為檢測（如人群聚集或可疑動作）和車牌識別，輔助執法部門進行交通管理和案件調查。然而，這些應用引發了隱私和倫理問題，需平衡技術效益與社會影響。

## Education 教育
人工智能提升了教學質量，聚焦於知識聯繫和教育平等等重要議題。人工智能在教育與技術中的演進應被用於增強人機關係中的人類能力，而非取代人類。聯合國教科文組織將人工智能視為實現可持續發展目標4（即「包容和公平的優質教育」）的工具。
世界經濟論壇也強調人工智能對學生全面發展的貢獻，並將教學轉化為更愉快的過程。

### 個性化學習
人工智能驅動的輔導系統，如Khan Academy、Duolingo和Carnegie Learning，是提供個性化教育的先鋒。
這些平台利用人工智能算法分析個別學習模式、優勢和弱點，定制化內容和算法以適應每位學生的學習速度和風格。

### 行政效率
在教育機構中，人工智能越來越用於自動化例行任務，如考勤追蹤、評分和標記作業，使教師能將更多時間投入互動教學和直接與學生互動。
此外，人工智能工具用於監測學生進度、分析學習行為並預測學術挑戰，促進及時的主動干預，幫助可能落後的學生。

### 倫理與隱私問題
儘管人工智能在教育中帶來諸多益處，但其應用引發了顯著的倫理和隱私問題，特別是在處理敏感學生數據方面。
教育領域的AI系統必須以透明度、安全性和尊重隱私為核心進行設計和運營，以保持信任並維護教育實踐的完整性。
許多規範將受到AI法案的影響，這是世界上第一部全面的人工智能法規。

## Energy & Environment 能源與環境

### 能源系統
電力電子轉換器應用於可再生能源、能源儲存、電動車和高壓直流輸電。這些轉換器易發生故障，可能中斷服務，需要昂貴的維護，或在關鍵任務應用中導致災難性後果。 人工智能（AI）可指導可靠電力電子轉換器的設計過程，通過計算精確的設計參數，確保所需的壽命。
美國能源部強調人工智能在實現國家氣候目標中的關鍵作用。借助人工智能，實現經濟整體淨零溫室氣體排放的宏偉目標成為可能。人工智能還通過避免電網擁堵和提高電網可靠性，為風能和太陽能在電網中的應用騰出空間。
機器學習可用於能源消耗預測和調度，例如幫助管理可再生能源間歇性（另見：智能電網和電網中的氣候變化緩解）。

### 環境監測
自主監測海洋的船舶、人工智能驅動的衛星數據分析、被動聲學或遙感以及其他環境監測應用均使用機器學習。
例如，「全球塑料觀察」是一個基於人工智能的衛星監測平台，用於分析/追蹤塑料垃圾場地，幫助防止 塑料污染，主要是海洋污染，通過識別誰以及在何處錯誤管理塑料垃圾，將其傾倒入海洋。

### 早期預警系統
機器學習可用於發現災害和環境問題的早期預警信號，可能包括自然大流行病、地震、滑坡、暴雨、長期供水脆弱性、生態系統崩潰的臨界點、藍藻暴發、以及乾旱。

### 經濟與社會挑戰
AI for Good 是由聯合國國際電信聯盟（ITU）機構於2017年推出的平台。該平台的目標是利用人工智能幫助實現聯合國的可持續發展目標。
南加州大學成立了人工智能與社會中心，旨在利用人工智能解決諸如無家可歸等問題。史丹佛研究人員使用人工智能分析衛星圖像，以識別高貧困地區。

## Entertainment & Media 娛樂與媒體

### 媒體

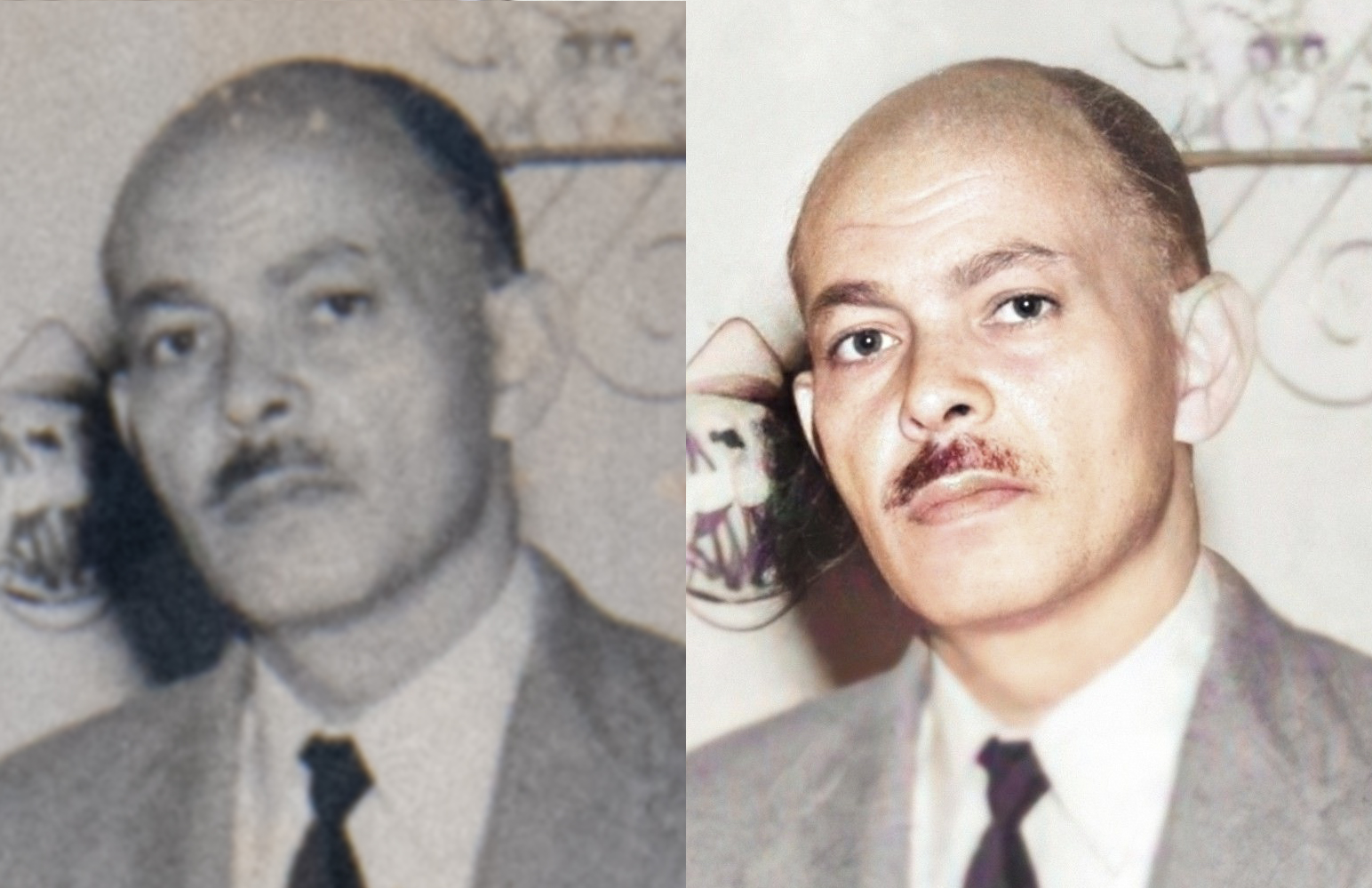
圖像修復

人工智能應用分析媒體內容，如電影、電視節目、廣告視頻或用戶生成內容。解決方案通常涉及計算機視覺。
典型場景包括使用物體識別或人臉識別技術分析圖像，或分析視頻以識別場景、物體或人臉。基於人工智能的媒體分析可促進媒體搜索、為內容創建描述性關鍵詞、內容政策監測（例如驗證內容是否適合特定電視觀看時間）、語音轉文本用於存檔或其他目的，以及檢測標誌、產品或名人面孔以進行廣告投放。
- 運動插值[77]
- 像素藝術縮放算法[78]
- 圖像縮放[79]
- 圖像修復[80][81]
- 照片著色[82]
- 電影修復和視頻升級[83]
- 照片標籤[84]
- 自動物種識別（例如使用應用程序識別植物、真菌和動物）
- 文本到圖像模型，如DALL-E、Midjourney和穩定擴散
- 圖像到視頻[85]
- 文本到視頻，如Meta的Make-A-Video、谷歌的Imagen視頻和Phenaki
- 文本到音樂，使用如MusicLM的人工智能模型[86][87]
- 文本到語音，如ElevenLabs和15.ai
- 動作捕捉[88]
- 使圖像透明[89]

### 深度偽造
深度偽造可用於喜劇目的，但更常見於假新聞和欺騙。
深度偽造可將個人置於有害或妥協的情境中，特別是當內容具有誹謗性或違反個人倫理時，可能導致嚴重的聲譽損害和情感困擾。雖然誹謗和虚假陈述法提供了一些追訴途徑，但其重點在於虚假陳述，而非偽造的圖像或視頻，這往往使受害者的法律保護有限，且舉證責任具有挑戰性。
2016年1月，Horizon 2020計劃資助了InVID項目，幫助記者和研究人員檢測偽造文件，作為瀏覽器插件提供。
2016年6月，慕尼黑技術大學的視覺計算小組與史丹佛大學開發了Face2Face，一個能動畫化面部照片的程序，模仿另一人的面部表情。該技術已展示用於動畫化包括巴拉克·奧巴馬和弗拉基米爾·普京等人的面部。其他方法基於深度神經網絡，從中衍生出「深度偽造」名稱。
2018年9月，美國參議員馬克·華納提議懲罰允許在其平台上分享深度偽造文件的社交媒體公司。
2018年，Darius Afchar和Vincent Nozick找到了一種通過分析視頻幀的中間尺度屬性檢測偽造內容的方法。 DARPA提供了 6800 萬美元用於深度偽造檢測研究。
音頻深度偽造以及能夠檢測深度偽造和克隆人類聲音的人工智能軟件已經開發出來。
Respeecher 是一款程序，使一個人能以另一人的聲音說話。

### 視頻監控分析與操縱媒體檢測
人工智能算法已用於檢測深度偽造視頻。

### 視頻製作
人工智能也開始用於視頻製作，開發出利用生成式人工智能創建新視頻或修改現有視頻的工具和軟件。目前在此過程中使用的一些主要工具包括DALL-E、Mid-journey和Runway。 Waymark Studios利用DALL-E和Mid-journey提供的工具，在2023年夏天創作了完全由人工智能生成的電影《The Frost》。 Waymark Studios正在實驗使用這些人工智能工具在幾秒內為公司生成廣告和商業廣告。 南加州大學娛樂技術中心人工智能與神經科學媒體項目主任Yves Bergquist表示，好萊塢的後期製作團隊已經在使用生成式人工智能，並預測未來更多公司將接受這項新技術。

### 音樂
人工智能已被用於創作各種流派的音樂。
David Cope創建了一個名為Emily Howell的人工智能，在算法計算機音樂領域頗有名氣。 Emily Howell背後的算法已註冊為美國專利。
2012年，人工智能Iamus創作了第一張完整的古典音樂專輯。
AIVA（人工智能虛擬藝術家）創作交響樂，主要為電影配樂創作古典音樂。 它實現了全球首創，成為第一個被音樂專業協會認可的虛擬作曲家。
Melomics創建用於緩解壓力和疼痛的電腦生成音樂。
在索尼CSL研究實驗室，Flow Machines軟件通過從龐大的歌曲數據庫中學習音樂風格來創建流行歌曲。它可以以多種風格進行創作。
Watson Beat使用強化學習和深度信念網絡，根據簡單的種子輸入旋律和選定的風格進行音樂創作。該軟件已開源，音樂家如Taryn Southern與該項目合作創作了音樂。
韓國歌手Hayeon的出道歌曲《Eyes on You》由人工智能創作，並由包括NUVO在內的真實作曲家監督。

### 寫作與報導
Narrative Science銷售電腦生成的新聞和報告。它根據比賽的統計數據總結體育賽事。它還創建財務報告和房地產分析。 Automated Insights為Yahoo Sports夢幻足球生成個性化的回顧和預覽。
Yseop使用人工智能將結構化數據轉化為自然語言評論和建議。Yseop撰寫財務報告、執行摘要、個性化的銷售或營銷文件等，支援多種語言，包括英語、西班牙語、法語和德語。
TALESPIN創作了類似伊索寓言的故事。該程序從一組希望實現特定目標的角色開始。故事講述了他們試圖滿足這些目標的過程。 Mark Riedl和Vadim Bulitko認為，講故事的本質是體驗管理，或者「如何平衡連貫故事進展與用戶能動性的需求，這常常是矛盾的」。
雖然人工智能講故事聚焦於故事生成（角色和情節），故事傳達也受到關注。2002年，研究人員開發了用於敘事散文生成的架構框架。他們忠實地再現了故事如小紅帽的文本多樣性和複雜性。 2016年，一個日本人工智能共同撰寫了一篇短篇小說，差點贏得文學獎。
韓國公司Hanteo Global使用新聞機器人撰寫文章。
文學作者也在探索人工智能的應用。例如David Jhave Johnston的作品《ReRites》（2017-2019年），詩人每天編輯神經網絡的詩歌輸出，創建了一系列表演和出版物。

#### 體育寫作
2010年，人工智能使用棒球統計數據自動生成新聞文章。這由大十聯盟網絡使用Narrative Science的軟件推出。
在無法以大型團隊報導每場小聯盟棒球比賽後，美聯社於2016年與Automated Insights合作，創建由人工智能自動化的比賽回顧。
巴西的UOL擴展了人工智能在寫作中的應用。他們不僅生成新聞故事，還編程人工智能使其包含Google搜尋上常用的搜索詞。 
El País，一家涵蓋包括體育在內多方面的新聞網站，允許用戶對每篇新聞文章發表評論。他們使用Perspective API來審核這些評論，如果軟件認為評論含有毒性語言，評論者必須修改後才能發布。
一家荷蘭當地媒體集團使用人工智能自動報導業餘足球比賽，計劃在單一賽季內涵蓋60,000場比賽。NDC與United Robots合作創建了這種算法，實現了以前在無需龐大團隊的情況下無法實現的報導規模。
2023年，Lede AI用於從高中橄欖球比賽的得分生成自動化故事，為當地報紙提供內容。然而，這因其發布的語言過於機械化而受到讀者的強烈批評。例如，將比賽描述為「運動場上的近距離接觸」，讀者對此表示不滿，並在社交媒體上向出版公司Gannett表達意見。Gannett已暫停使用Lede AI，直到找到解決方案，並稱這是一項實驗。

### 維基百科
其數百萬篇文章已被機器人編輯，但這些通常不是人工智能軟件。許多人工智能平台使用維基百科數據，主要用於訓練機器學習應用。針對維基百科的各種人工智能應用正在研究和開發中，例如識別過時句子、檢測隱秘破壞行為或為新編輯者推薦文章和任務。
機器翻譯也已用於翻譯維基百科文章，並可能在未來在創建、更新、擴展和整體改進文章中發揮更大作用。內容翻譯工具允許某些語言版本的維基百科編輯者更輕鬆地在幾種選定語言之間翻譯文章。

### Art 藝術

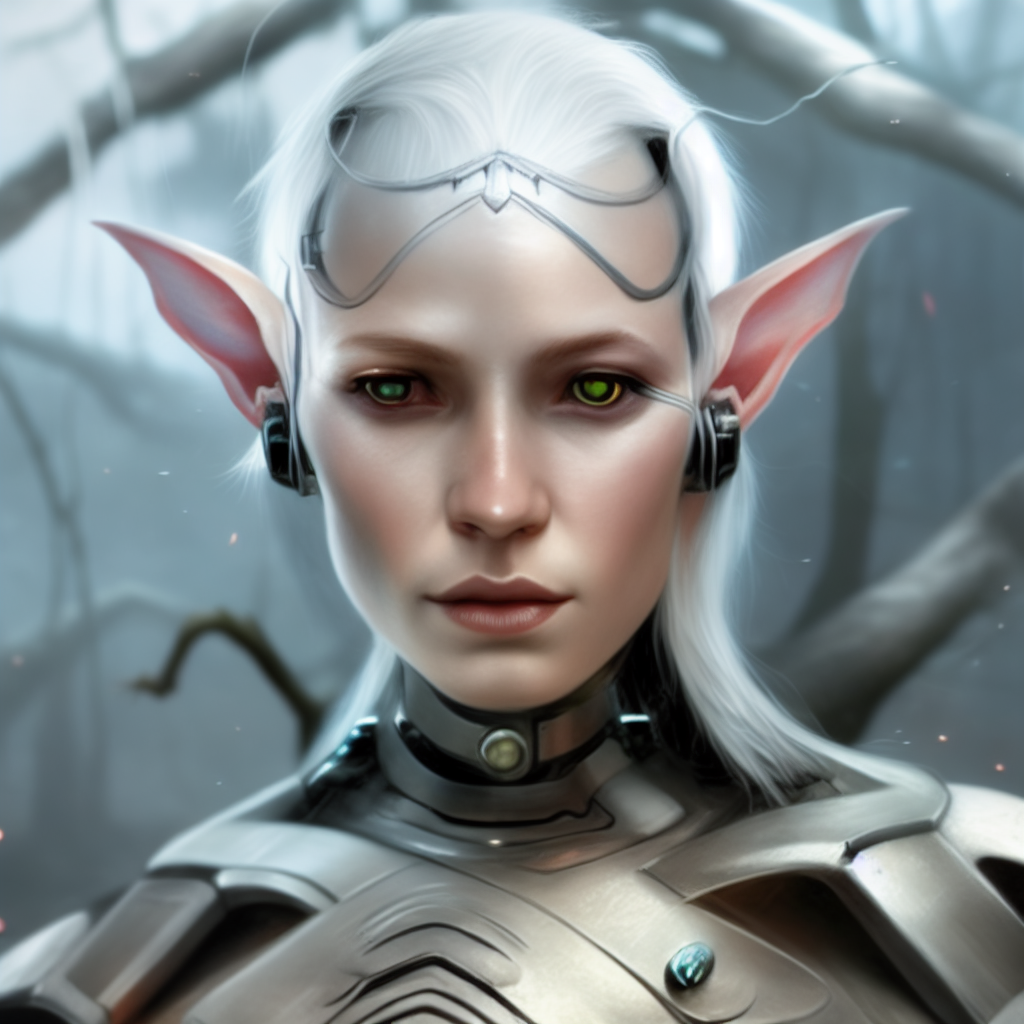
由穩定擴散生成的「賽博精靈」

人工智能已被用於創作視覺藝術。第一個人工智能藝術程序名為AARON，由Harold Cohen於1968年開發，目標是能夠編碼繪圖行為。它最初創建簡單的黑白圖畫，後來使用程序自行選擇的特殊畫筆和染料進行繪畫，無需Cohen的介入。
人工智能平台如DALL-E、 穩定擴散、 Imagen、 和 Midjourney 已用於從文本或其他圖像等輸入生成視覺圖像。 一些人工智能工具允許用戶輸入圖像並輸出修改版本的圖像，例如在不同環境中顯示物體或產品。人工智能圖像模型還可以嘗試複製特定藝術家的風格，並為粗略草圖添加視覺複雜性。
自2014年設計以來，生成對抗網絡（GANs）已被人工智能藝術家使用。GAN計算機編程通過機器學習框架生成技術圖像，超越了對人類操作者的需求。 生成藝術的GAN程序示例包括Artbreeder和DeepDream。

#### 藝術分析
除了原創藝術的創作外，還生成了一些利用人工智能定量分析數字藝術收藏的研究方法。雖然過去幾十年大規模數字化藝術品的主要目標是允許這些收藏的可訪問性和探索，但人工智能在分析它們中的應用帶來了新的研究視角。
兩種計算方法，近距離閱讀和遠距離觀看，是分析數字化藝術的典型方法。 遠距離觀看包括對大型收藏的分析，而近距離閱讀涉及單件藝術品。

### Computer animation 電腦動畫
人工智能自2000年代初開始使用，最著名的是由皮克斯設計的一個名為「Genesis」的系統。 它被設計為學習算法並為其角色和道具創建3D模型。使用這項技術的著名電影包括《飛屋環遊記》和《恐龍當家》。 近年來，人工智能的使用較少公開。2023年，日本Netflix透露他們使用人工智能為即將推出的節目生成背景圖像，引發了網絡上的反彈。 近年來，動作捕捉成為一種易於訪問的人工智能動畫形式。例如，Move AI是一個通過學習人工智能捕捉任何人類運動並在其動畫程序中重新動畫化的程序。

## Finance 金融
金融機構長期以來使用人工神經網絡系統來檢測異常的費用或索賠，並將這些異常標記出來供人工調查。人工智能在銀行業的應用始於1987年，當時Security Pacific National Bank成立了反詐騙工作小組，以應對未經授權的借記卡使用。
銀行使用人工智能來組織簿記、股票投資和物業管理等運營。人工智能能夠適應非營業時間的變化。 人工智能用於打擊詐騙和金融犯罪，通過監控行為模式來檢測任何異常變化或異常。
人工智能在線上交易和決策等應用中的使用改變了主要的經濟理論。 例如，基於人工智能的買賣平台估計個性化的供需曲線，從而實現個性化定價。人工智能系統減少了市場中的資訊不對稱，從而使市場更有效率。 人工智能在金融行業的應用可以緩解非國有企業的融資限制，特別是對於較小型和更具創新性的企業。

### 交易與投資
算法交易涉及使用人工智能系統以遠超人類能力的速度做出交易決策，每天進行數百萬次無需人工干預的交易。這種高頻交易代表了一個快速增長的領域。許多銀行、基金和專有交易公司現在擁有由人工智能管理的投資組合。自動交易系統通常由大型機構投資者使用，但也包括使用自有人工智能系統進行交易的較小公司。
大型金融機構使用人工智能來協助其投資實踐。BlackRock的人工智能引擎Aladdin在公司內部和客戶中使用，幫助進行投資決策。其功能包括使用自然語言處理分析新聞、經紀報告和社交媒體動態等文本。然後，它會評估提及的公司的情緒並分配分數。銀行如UBS和德意志銀行使用SQREEM（Sequential Quantum Reduction and Extraction Model）挖掘數據，以開發消費者檔案並將其與財富管理產品匹配。

### 承保
線上貸款機構Upstart使用機器學習進行承保。
ZestFinance的Zest自動機器學習（ZAML）平台用於信用承保。該平台使用機器學習分析數據，包括購買交易和客戶填寫表單的方式，為借款人評分。該平台對於為信用記錄有限的人分配信用評分特別有用。

### 審計
人工智能使持續審計成為可能。潛在好處包括降低審計風險、提高保證水平和縮短審計時間。
使用人工智能進行持續審計允許對財務活動進行實時監控和報告，為企業提供及時的洞察，從而促進快速決策。

### 反洗錢
人工智能軟件，如使用當代次優數據集的LaundroGraph，可用於反洗錢（AML）。

### 歷史
在1980年代，人工智能開始在金融領域嶄露頭角，因為專家系統開始商業化。例如，杜邦公司創建了100個專家系統，幫助他們每年節省近1000萬美元。 其中一個最早的系統是Pro-trader專家系統，預測了1986年道瓊斯工業平均指數87點的下跌。「該系統的主要功能是監控市場中的溢價，確定最佳投資策略，在適當的時候執行交易，並通過學習機制修改知識庫。」
第一個幫助制定財務計劃的專家系統之一是PlanPowerm和Client Profiling System，由Applied Expert Systems（APEX）創建。它於1986年推出，幫助人們制定個人財務計劃。
在1990年代，人工智能被應用於詐騙檢測。1993年，FinCEN人工智能系統（FAIS）推出。它能夠每週審查超過200,000筆交易，在兩年內幫助識別了400個潛在的洗錢案件，涉及金額達10億美元。 這些專家系統後來被機器學習系統取代。
人工智能可以促進創業活動，人工智能是初創企業最具活力的領域之一，吸引了大量的風險投資。

## Gaming 游戏

### Video games 電子遊戲
在電子遊戲中，人工智能常被用於生成非玩家角色（NPC）的行為。此外，人工智能還用於尋路。一些研究者認為，對於大多數製作任務，遊戲中的NPC人工智能已是一個「已解決的問題」。 具有較不典型的人工智能的遊戲包括《Left 4 Dead》（2008）的AI導演和《Supreme Commander 2》（2010）中戰隊的神經進化訓練。 人工智能也在《Alien Isolation》（2014）中用於控制外星人下一個動作的行為。
自1950年代以來，遊戲一直是人工智能能力展示的主要應用。 在21世紀，人工智能在多個遊戲中擊敗了人類玩家，包括西洋棋（Deep Blue）、《危險邊緣！》（Watson）、圍棋（AlphaGo）、撲克（Pluribus 和 Cepheus）、電子競技（星際爭霸）、以及通用遊戲玩法（AlphaZero 和 MuZero）。

## Health 健康

### Healthcare 醫療保健

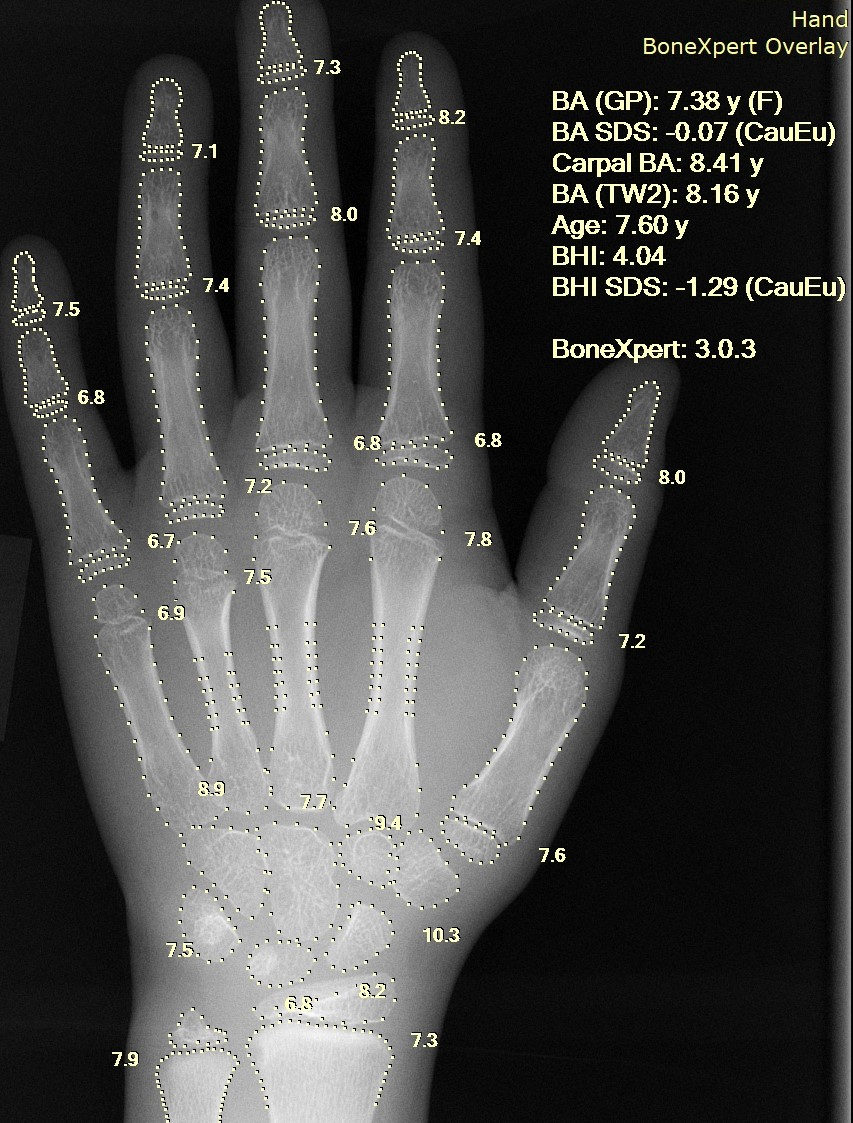
手的X射線，由電腦軟件自動計算骨齡

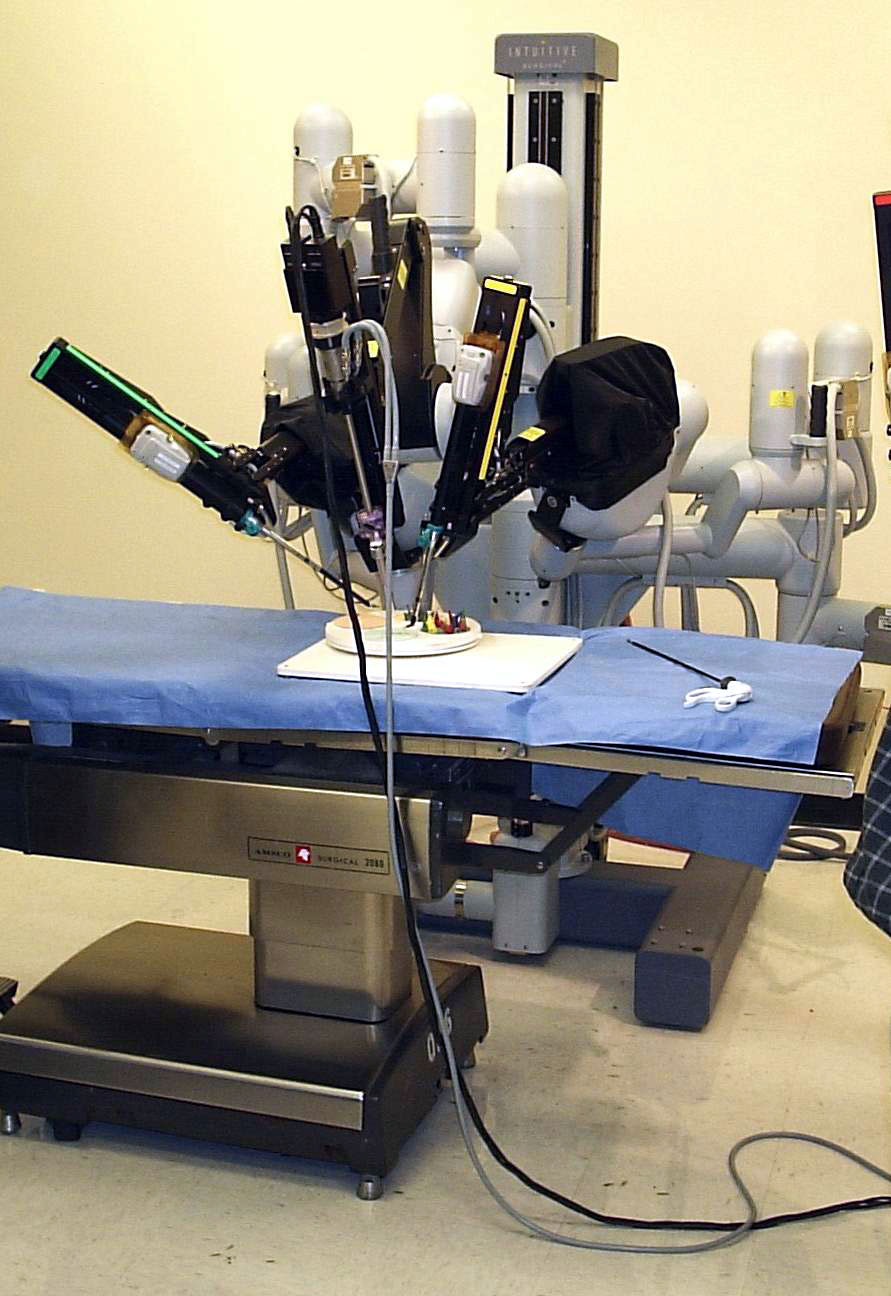
達文西手術系統的患者側手術臂

醫療保健中的人工智能常用於分類，以評估CT掃描或心電圖，或識別人群健康的高風險患者。人工智能正在幫助解決劑量成本高昂的問題。一項研究表明，人工智能可以節省160億美元。2016年，一項研究報告稱，人工智能衍生的公式能夠為移植患者提供適當的免疫抑制藥物劑量。 當前研究表明，非心臟血管疾病也正在使用人工智能（AI）進行治療。對於某些疾病，人工智能算法可以協助診斷、推薦治療方案、預測結果並追蹤患者進展。隨著人工智能技術的進步，預計其在醫療保健行業中的重要性將進一步提升。
人工智能算法通過分析複雜的醫療數據集，實現了癌症等疾病的早期檢測。例如，IBM Watson系統可能用於篩選大量數據，如醫療記錄和臨床試驗，以幫助診斷問題。 微軟的人工智能項目Hanover幫助醫生從超過800種藥物和疫苗中選擇癌症治療方案。 其目標是記憶所有相關論文，以預測哪些（藥物）組合對每位患者最有效。髓系白血病是其中一個目標。另一項研究報告了一個人人工智能在識別皮膚癌方面與醫生表現相當。 另一個項目通過根據醫生/患者互動數據向每位患者提問，監控多位高風險患者。 在一項使用轉移學習的研究中，一個人人工智能診斷眼部疾病的能力與眼科醫生相當，並推薦治療轉診。
另一項研究展示了使用自主機器人進行手術。研究團隊監督機器人進行軟組織手術，縫合豬腸的表現被認為優於外科醫生。
人工神經網絡被用作醫療診斷的臨床決策支持系統， 例如在EMR軟件中的概念處理技術。
其他被認為適合人工智能的醫療保健任務，目前正在開發中，包括：
- 篩查[198]
- 心音分析[199]
- 用於老年護理的伴侶機器人[200]
- 醫療記錄分析
- 治療計劃設計[來源請求]
- 藥物管理
- 協助盲人[201]
- 諮詢[來源請求]
- 藥物創建[202]（例如通過識別候選藥物[203] 以及使用現有藥物篩選數據，例如在延長壽命研究中）[204]
- 臨床培訓[205]
- 手術結果預測
- HIV預後
- 識別新型病原體的基因組病原特徵[206] 或通過基於物理的特徵識別病原體[207]（包括大流行病原體）
- 幫助連結基因與其功能，[208] 或分析基因[209] 以及識別新的生物靶點[210]
- 幫助開發生物標記物[210]
- 在個人化醫療/精準醫療中幫助為個體量身定制療法[210][211][212]

### Workplace health and safety 職場健康與安全
人工智能啟用的聊天機器人減少了人類執行基本呼叫中心任務的需求。
在情緒分析中使用機器學習可以檢測疲勞，以防止過勞。 同樣，決策支持系統可以防止工業災害並提高災害應對的效率。 對於從事物料搬運的手動工人，預測分析可用於減少肌肉骨骼損傷。 從可穿戴感測器收集的數據可以改善職場健康監測、風險評估和研究。
人工智能可以自動編碼勞工補償索賠。 人工智能啟用的虛擬現實系統可以增強危險識別的安全培訓。 人工智能可以更有效地檢測事故接近失誤，這對於降低事故率很重要，但往往被低估。

### Biochemistry 生物化學
AlphaFold 2可以在數小時內確定（摺疊）蛋白質的3D結構，而早期自動化方法需要數月時間，並被用於提供人體內所有蛋白質以及科學已知的所有蛋白質（超過2億個）的可能結構。

## Language Processing 語言處理

### Language translation 語言翻譯
語音翻譯技術試圖將一種語言的口語轉換為另一種語言。這有可能減少全球商業和跨文化交流中的語言障礙，使不同語言的使用者能夠相互溝通。
人工智能已被用於自動翻譯口語和文本內容，應用於產品如Microsoft Translator、Google Translate 和 DeepL Translator。 此外，研究和開發正在進行，以解碼和進行動物溝通。
意義不僅通過文本傳達，還通過使用和上下文（見語義學和語用學）。因此，機器翻譯的兩種主要分類方法是統計機器翻譯（SMT）和神經機器翻譯（NMT）。舊的翻譯方法是使用統計方法來預測最佳可能的輸出，並使用特定算法。然而，通過 NMT，該方法採用動態算法，根據上下文實現更好的翻譯。

## Legal & Government 法律與政府

### Government 政府
人工智能人臉識別系統被用於大規模監控，特別是在中國。 2019年，印度班加羅爾部署了人工智能管理的交通信號燈。該系統使用攝影機監控交通密度，並根據清除交通所需的間隔調整信號時機。

### Law 法律

#### Legal analysis 法律分析
人工智能是法律相關職業的支柱。算法和機器學習執行了一些原本由初級律師完成的任務。 雖然其使用很普遍，但預計在不久的將來不會取代律師的大部分工作。
電子發現行業使用機器學習來減少手動搜索。

#### Law enforcement and legal proceedings 執法與法律程序
執法部門已開始使用人臉識別系統（FRS）從視覺數據中識別嫌疑人。與目擊者結果相比，FRS 的結果證明更為準確。此外，與人類參與者相比，FRS 在視頻清晰度和能見度較低時識別個人的能力更強。
COMPAS 是一個由美國法院使用的商業系統，用於評估再犯的可能性。
一個問題涉及算法偏差，人工智能程序在處理展現偏差的數據後可能變得有偏見。 ProPublica 聲稱，黑人被告的 COMPAS 分配的再犯風險水平平均顯著高於白人被告。
2019年，中國杭州市建立了一個試點項目，基於人工智能的互聯網法院，用於裁決與電子商務和互聯網相關的知識產權爭議。（p. 124） 當事人通過視頻會議出庭，人工智能評估提交的證據並應用相關法律標準。（p. 124）

## Manufacturing 製造業

### Sensors 感測器
人工智能已與 IdeaCuria Inc. 的數位光譜儀技術相結合， 實現了如家庭水質監測等應用。

### Toys and games 玩具與遊戲
在1990年代，早期人工智能工具控制了Tamagotchi 和 Giga Pet、網際網路以及第一個廣泛發布的機器人Furby。Aibo 是一款具有智能功能和自主性的家用機器人狗。 
Mattel 創造了一系列人工智能啟用的玩具，能「理解」對話、給出智能回應並學習。

### Oil and gas 石油與天然氣
石油與天然氣公司使用人工智能工具來自動化功能、預測設備問題並提高石油和天然氣產量。

## Military 軍事
多個國家正在部署人工智能軍事應用。 主要應用包括增強指揮與控制、通信、感測器、整合與互操作性。 研究目標包括情報收集與分析、物流、網路運作、資訊運作以及半自主和自主車輛。 人工智能技術實現了感測器與效應器的協調、威脅檢測與識別、敵方位置標記、目標獲取、聯網作戰車輛之間分佈式聯合火力的協調與去衝突化，涉及有人與無人團隊。
人工智能已用於伊拉克、敘利亞、以色列和烏克蘭的軍事行動。

## Retail and e-commerce 零售與電子商務

### Internet and e-commerce 網際網路與電子商務

#### Web feeds and posts 網頁動態與貼文
機器學習已被用於推薦系統，以決定社群媒體動態中應顯示哪些貼文。 各種類型的社群媒體分析也使用機器學習， 並且正在研究其用於（半）自動標籤/增強/修正線上錯誤資訊及相關過濾氣泡。
人工智能已被用於定制購物選項和個人化優惠。 線上博彩公司使用人工智能來針對賭徒。

#### Virtual assistants and search 虛擬助手與搜尋
智能個人助手使用人工智能以多種方式理解自然語言請求，而非僅限於基本命令。常見例子包括蘋果的 Siri、亞馬遜的 Alexa，以及較新的人工智能 OpenAI 的 ChatGPT。
Bing Chat 已將人工智能用於其搜尋引擎的一部分。

#### Spam filtering 垃圾郵件過濾
機器學習可用於對抗垃圾郵件、詐騙和網路釣魚。它可以審查垃圾郵件和網路釣魚攻擊的內容，試圖識別惡意元素。 一些通過機器學習算法構建的模型在區分垃圾郵件和合法電子郵件方面具有超過90%的準確率。 這些模型可以使用新數據和不斷演變的垃圾郵件策略進行精煉。機器學習還分析發送者行為、電子郵件標頭資訊和附件類型等特徵，可能增強垃圾郵件檢測。

#### Facial recognition and image labeling 人臉識別與圖像標籤
人工智能已被用於人臉識別系統。一些例子包括蘋果的Face ID 和安卓的Face Unlock，用於保護行動設備安全。
圖像標籤已被Google Image Labeler 用於檢測照片中的產品，並允許人們根據照片進行搜尋。圖像標籤還被證明可用於生成語音，為盲人描述圖像。 Facebook 的DeepFace 在數位圖像中識別人臉。

## Scientific Research 科學研究

### Evidence of general impacts 總體影響證據
2024年4月，歐洲委員會的科學建議機制發布了建議， 包括對人工智能在科學研究中帶來的機遇與挑戰的全面證據審查。
證據審查 強調了以下優勢：
- 其在加速研究和創新方面的作用
- 其自動化工作流程的能力
- 增強科學工作的傳播

挑戰包括：
- 透明度、可重現性和可解釋性方面的限制與風險
- 性能不佳（不準確）
- 通過誤用或意外使用造成的傷害風險
- 社會問題，包括錯誤資訊的傳播和不平等加劇

### Archaeology, history and imaging of sites 考古學、歷史與遺址成像
機器學習可用於恢復和歸因古代文本。 它有助於為文本編索引，例如使片段的搜尋和分類更方便、更高效。

人工智能還可用於調查基因組，以揭示遺傳歷史，例如古代人類與現代人類的雜交，從而推斷出過去存在一個非尼安德塔人或丹尼索瓦人的幽靈種群。

它還可用於「非侵入性和非破壞性地獲取考古遺址內部結構」。

### Physics 物理學
據報導，一個深度學習系統通過基於對嬰兒視覺認知研究的未公開方法，從視覺數據（虛擬3D環境）中學習直觀物理學。 其他研究人員開發了一種機器學習算法，能夠發現各種物理系統的基本變量集，並從其行為的視頻記錄中預測系統的未來動態。 未來，這可能可用於自動化發現複雜系統的物理定律。

### Materials Science 材料科學
人工智能（AI）正通過優化和發現新材料改變材料科學，例如預測穩定化合物及其晶體結構。2023年11月，Google DeepMind 和 勞倫斯伯克利國家實驗室 的研究人員推出了 GNoME，一個在短時間內發現超過220萬種新材料的人工智能系統。GNoME 利用深度學習高效探索潛在材料結構，顯著提高了穩定無機晶體的識別率，通過自主機器人實驗驗證的成功率達71%。這些數據通過材料專案 資料庫公開，幫助研究人員為可再生能源和電子學等應用尋找所需材料。這一突破顯示人工智能加速材料創新的潛力，減少對手動實驗的依賴，並降低產品開發成本。通過自動化結構預測，人工智能使科學家更專注於設計和分析獨特化合物，為可持續技術和奈米技術的進展鋪平道路。

### Reverse Engineering 逆向工程
機器學習被應用於多種逆向工程領域。例如，機器學習已用於逆向工程複合材料部件，實現未經授權的高品質部件生產， 並用於快速理解惡意軟體的行為。 它還可用於逆向工程人工智能模型。 此外，通過對尚未存在的虛擬組件的逆向工程，機器學習可設計具有特定功能的組件，例如針對特定功能的反向分子設計 或針對預設功能位點的蛋白質設計。 生物網絡逆向工程可以人類可理解的方式建模交互，例如基於基因表達水平的時間序列數據。

### Astronomy, Space Activities and Ufology 天文學、太空活動與不明飛行物研究
人工智能被應用於天文學，以分析日益增長的數據量， 主要用於「分類、回歸、聚類、預測、生成、發現和新科學洞察的發展」，例如發現系外行星、預測太陽活動，以及在引力波天文學中區分信號與儀器效應。 它還可用於太空活動，如太空探索，包括分析太空任務數據、太空飛行器的實時科學決策、太空垃圾規避， 以及更自主的操作。
在搜尋地外智慧（SETI）中，機器學習被用於嘗試識別數據中人工生成的電磁波， 如實時觀測， 以及其他技術特徵，例如通過異常檢測。 在不明飛行物研究中，由 Hakan Kayal 教授領導的 SkyCAM-5 項目 和由Avi Loeb領導的伽利略計劃使用機器學習嘗試檢測和分類不明飛行物類型。 伽利略計劃還尋求利用人工智能檢測另外兩種潛在的地外技術特徵：類似奧陌陌的星際天體和非人類製造的人造衛星。
機器學習還可用於生成分子光譜特徵數據集，這些分子可能參與大氣中特定化學物質的生成或消耗，例如可能在金星上檢測到的膦，這有助於避免錯誤分配，並在未來提高其他行星上分子檢測和識別的準確性。

## Security & Surveillance 安全與監控

### Cyber Security 網路安全
網路安全公司正採用神經網絡、機器學習和自然語言處理來提升其系統性能。
人工智能在網路安全的應用包括：
- 網絡保護：機器學習通過擴展搜尋範圍，超越已知威脅，提升入侵檢測系統的效能。[304]
- 端點保護：通過學習典型惡意軟體行為，可阻止如勒索軟體的攻擊。
  - 人工智能相關的網路安全應用案例在效益和複雜性上各異。安全功能如安全編排、自動化和響應（SOAR）以及擴展端點檢測與響應（XDR）為企業帶來顯著好處，但需要大量的整合和適應努力。[305]
- 應用安全：可對抗如伺服器端請求偽造、SQL注入、跨站腳本攻擊和分散式阻斷服務等攻擊。
  - 人工智能技術還可用於提升系統安全性和保護隱私。Randrianasolo（2012）提出了一個基於人工智能的安全系統，能識別入侵並適應以提升性能。[306] 為改善雲端運算安全，Sahil（2015）使用人工智能技術為雲端環境創建了一個用戶檔案系統。[307]
- 可疑用戶行為：機器學習可在詐騙或受損應用發生時進行識別。[308]

## Transportation & Logistics 運輸與物流

### Automotive 汽車

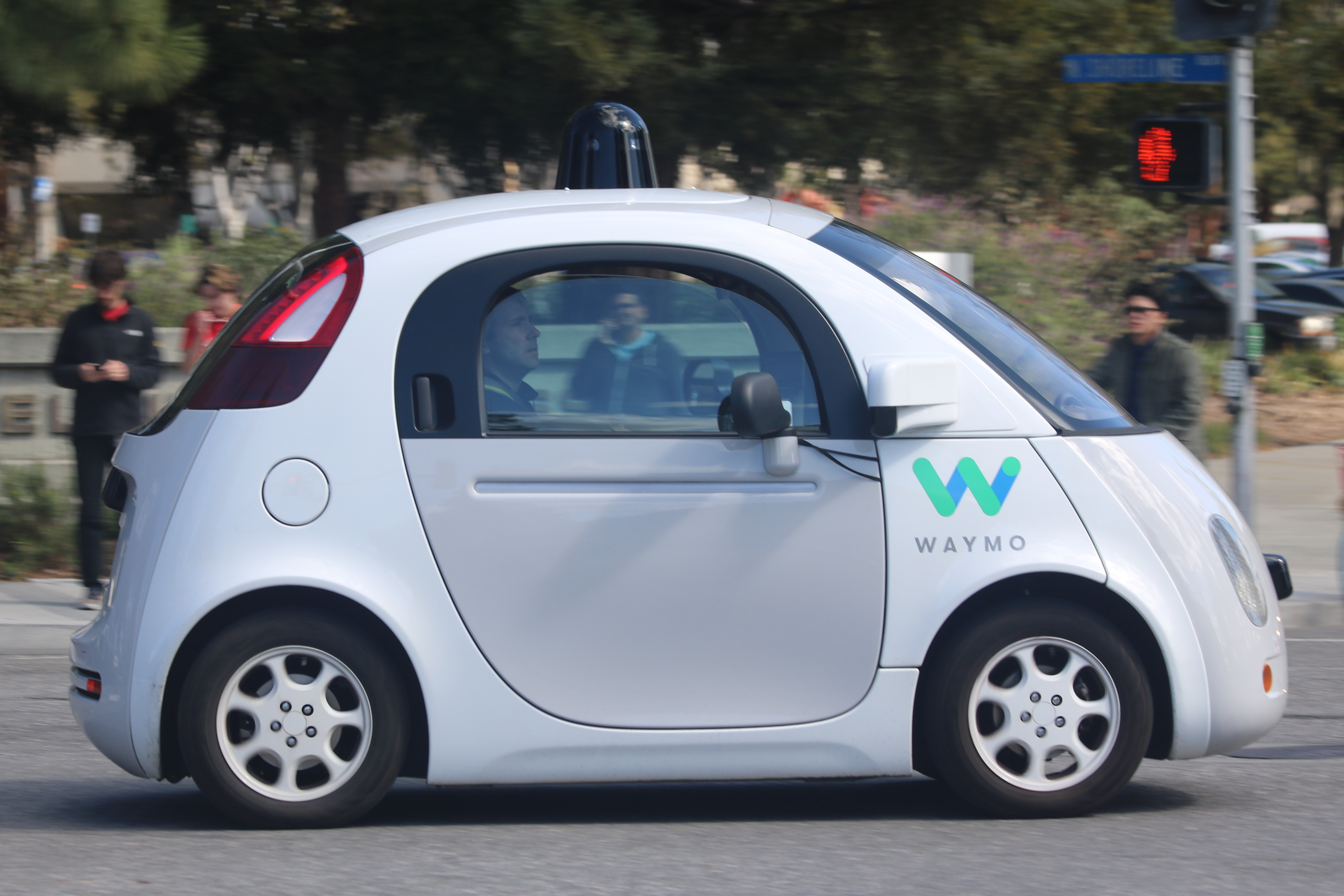
Waymo品牌的自動駕駛汽車側視圖

運輸中的人工智能預計將提供安全、高效和可靠的運輸，同時最大程度減少對環境和社區的影響。主要發展挑戰在於運輸系統的複雜性，涉及獨立組件和各方，可能存在相互衝突的目標。
基於人工智能的模糊邏輯控制器操作變速箱。例如，2006年的奧迪TT、福斯途銳  和 福斯Caravell 配備了DSP變速器。部分Škoda車型（Škoda Fabia）包括基於模糊邏輯的控制器。汽車具有駕駛輔助功能，如自動停車和自適應巡航控制。
還有自主汽車公共運輸車輛的原型，例如電動迷你巴士， 以及自主鐵路運輸的運行 自動化列車系統列表。
還有自主配送車輛的原型，有時包括配送機器人。
運輸的複雜性意味著在大多數情況下，在真實駕駛環境中訓練人工智能不切實際。基於模擬器的測試可以降低道路訓練的風險。
人工智能支撐自動駕駛車輛。涉及人工智能的公司包括特斯拉、Waymo 和通用汽車。基於人工智能的系統控制功能，如刹車、變道、碰撞預防、導航和地圖繪製。
自主卡車正處於測試階段。英國政府於2018年通過立法，開始測試自主卡車編隊。 一組自主卡車緊密相隨行駛。德國公司戴姆勒正在測試其Freightliner Inspiration。
自主車輛需要精確的地圖以在目的地之間導航。 一些自主車輛不允許人類駕駛（它們沒有方向盤或踏板）。

#### Traffic Management 交通管理
人工智能已被用於優化交通管理，可減少等待時間、能源使用和排放量多達25%。
智能交通燈自2009年起在卡內基梅隆大學開發。史蒂芬·史密斯教授創辦了Surtrac公司，已在22個城市安裝智能交通控制系統。每個路口安裝成本約為20,000美元。安裝後，駕駛時間減少25%，交通堵塞等待時間減少40%。

### NASA 美國國家航空暨太空總署
2003年，德萊登飛行研究中心的一個項目開發了軟體，使受損飛機能繼續飛行直至安全著陸。 該軟體通過依賴剩餘未受損的組件來補償受損組件。
2016年的智能自動駕駛系統結合了學徒學習和行為克隆，自動駕駛儀通過觀察操作飛機所需的低層次動作以及應用這些動作的高層次策略來學習。

### Maritime 海事
神經網絡被用於船舶和船艇的情境感知系統。 此外，還存在自主船艇。

## Utilities 公用事業

### Telecommunications 電信
許多電信公司利用啟發式搜尋來管理其勞動力。例如，英國電信集團部署了啟發式搜尋，應用於一個為20,000名工程師排程的系統。機器學習也用於語音辨識（SR），包括語音控制設備，以及與語音辨識相關的轉錄，包括視頻轉錄。

## 应用列表
目前學術界與產業界對人工智慧實際應用的分類尚未完全統一，但存在幾種常見的分類方法，根據技術功能、應用場景或產業領域進行組織.
以下是基於產業領域的分類（Industry-Based Classification）：

### Agriculture 农业
- 精准农业
- 作物监测
- 自动化收割
- 产量预测

### Architecture & Design 建筑与设计
- 计算机辅助设计
- 结构分析
- 智慧城市

### Business 商业
- 市场分析
- 业务流程自动化
- 用户活动监控，个性化目标推广和广告营销
- 基于代理的计算经济学

### Computer Science 计算机科学
- 算法开发
- 代码生成
- 数据结构优化
- 自动推理
- 自动定理证明
- 证明助手
- 概念挖掘
- 数据挖掘
- 知识表示
- 语义网

### Computer Vision 计算机视觉
- 计算机视觉
- 图像处理
- 人脸识别
- 光学字符识别
- 手写识别
- 照片和视频处理

### Customer Service 客户服务
- 聊天机器人
- 虚拟助手
- 情感分析
- 聊天机器人和助手应用（如Alexa、Google Assistant、Siri）
- 社交机器人

### Education 教育
- 个性化学习
- 教育技术
- 智能辅导系统
- 教育与学习障碍相关问题

### Energy & Environment 能源与环境
- 智能电网
- 环境监测
- 碳足迹
- 地球科学应用

### Entertainment & Media 娱乐与媒体
- 推荐系统
- 生成式人工智能
- 合成媒体
- 人工创造力
- 照片和视频处理
- 音乐转录
- 虚拟现实

### Finance 金融
- 欺诈检测
- 算法交易
- 信用评分

### Gaming 游戏
- 游戏人工智能
- 电脑游戏机器人
- 博弈论
- 战略规划

### Healthcare 医疗保健
- 人工智能在医疗保健中的应用
- 人工智能诊断
- 药物发现
- 心理健康
- 健康信息学

### Human Resources 人力资源
- 招聘
- 员工参与
- 培训计划

### Language Processing 语言处理
- 自然语言处理
- 翻译
- 聊天机器人
- 手写识别
- 语音识别

### Legal & Government 法律与政府
- 法律研究
- 公共服务
- 政策分析
- 法律相关服务
- 诉讼

### Manufacturing 制造业
- 预测性维护
- 质量控制
- 自动化
- 非线性控制与机器人技术

### Military 军事
- 自主武器
- 情报分析
- 模拟训练
- 博弈论与战略规划

### Retail & E-commerce 零售与电子商务
- 推荐系统
- 库存管理
- 动态定价

### Robotics 机器人技术
- 机器人技术
- 行为导向机器人
- 认知机器人
- 控制论
- 发育机器人（表观遗传）
- 进化机器人
- 人机交互（机器人）
- 人形机器人
- 混合智能系统
- 智能代理
- 智能控制

### Scientific Research 科学研究
- 数据分析
- 模拟
- 生物信息学
- 地球科学
- 物理学
- 计算生物学
- 代理模型
- 人工生命

### Security & Surveillance 安全与监控
- 人脸识别
- 网络安全
- 深度伪造
- 反垃圾邮件技术

### Social Impact 社会影响
- 经济预测
- 社会公平
- 减贫

### Telecommunications 电信
- 网络优化
- 预测性维护
- 欺诈检测
- 客户服务聊天机器人
- 信号处理

### Transportation & Logistics 运输与物流
- 自动驾驶汽车
- 车辆路径问题
- 交通管理